# Tornielli (famiglia)
I Tornielli erano una nobile famiglia piemontese di origine ungherese.
Nel 1327 l'imperatore Ludovico il Bavaro investì i fratelli Robaldone e Calcino del dominio di Novara, creandoli vicari imperiali. Divennero così signori della città di Novara, della quale rappresentavano il vertice della fazione ghibellina, in opposizione alla fazione guelfa capeggiata dalla famiglia Caccia-Canobio. Erano inoltre signori della contea e del castello di Arona.

## Esponenti illustri
- Aupaldo, vescovo di Novara dal 964 al 993[2]
- Pietro III, vescovo di Novara dal 993 al 1032[4]
- Guglielmo Tornielli (?-1171), vescovo di Novara dal 1153 al 1168[4]
- Robaldo Tornielli (XII secolo), politico
- Oldeberto Tornielli (?-1235), vescovo di Novara, primo conte della Riviera di San Giulio
- Giovanni Tornielli (?-1240), vescovo di Bergamo dal 1211 al 1240[4]
- Ugo (Ugone) Tornielli, vescovo di Tortona dal 1183 al 1193, vescovo di Acqui dal 1183 al 1213, vescovo di Alessandria dal 1205 al 1213[4]
- Bonaventura Tornielli (1410-1491), religioso e beato
- Livia Tornielli Borromeo (?-1553), poetessa
- Filippo Tornielli (?-1556), condottiero
- Antonio Tornielli (1579-1650), vescovo
- Girolamo Tornielli di Borgo Lavezzaro (1790-1863), politico
- Giuseppe Tornielli, (1764-1846) Viceré di Sardegna dal 1824 al 1829[2]
- Luigi Tornielli (1817-1890), politico
- Giuseppe Tornielli Brusati di Vergano (1836-1908), politico
- Rinaldo Tornielli di Borgo Lavezzaro (1843-1910), politico

## Proprietà
- Castello di Briona
- Castello di Proh
- Castello di Barengo
- Castello di Nibbiola

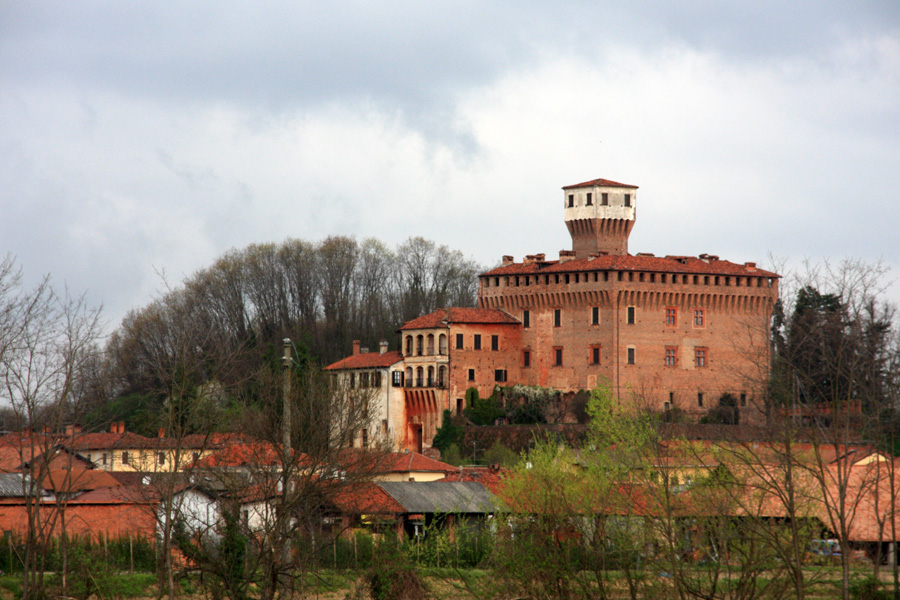
Castello di Briona.

- Cascina Buzzoletto Vecchio a Garbagna Novarese[5]

## Arma

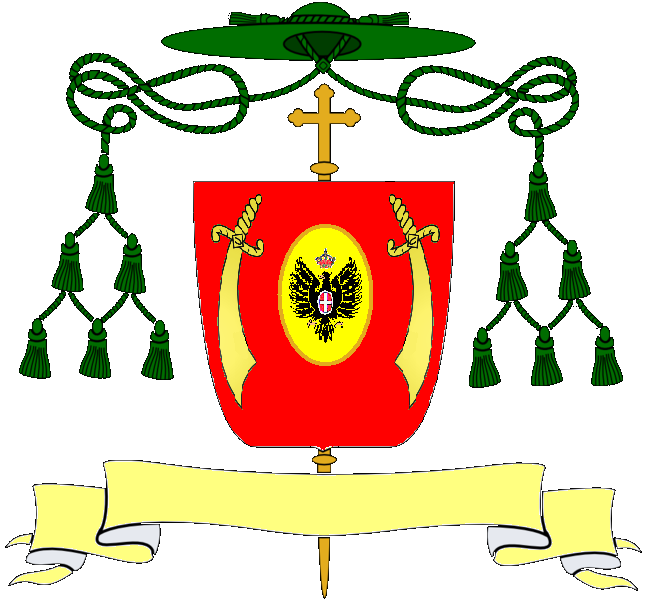
Stemma del vescovo Antonio Tornielli

Di rosso, a due clave d'oro, curvate, affrontate, con il capo d'oro, carico di un'aquila coronata, di nero, linguata di rosso.
Motto: Pro honore, pro patria, pro fide pugnandum - Pro fide, pro patria, pro libertate et honore pugnandum.